# Некудим
Некудим се у историјским изворима од краја 14. до почетка друге половине 15. века помиње као тврђава, насеље и резиденција деспота Стефана Лазаревића и Ђурђа Бранковића. Први и до скоро непознати податак о тврђави Некудим (castrum Nicodem) потиче из једне повеље угарског краља Жигмунда из 1389. године. 
Некудим се налазио код села Придворице југозападно од Смедеревске Паланке, и био је у време владавине деспота центар војно-административне области (Некудимске власти).
У домаћим дипломатичким изворима из времена деспота Некудим се јавља као место издавања неколико правних аката, а среће се и у дубровачкој архивској грађи. Некудим је био варош отвореног, прелазног типа с обзиром да није имао зидине око локалитета. Ова резиденција није имала неки битан историјски значај, па се у списима који постоје везани за њу спомиње периодично и углавном су везани за периоде кад је деспот боравио тамо.
Да је Некудим задржао значај као управно средиште све до пропасти српске државе сведочи последњи помен Некудимске власти из октобра 1458. године.Тада је босански краљ Стефан Томаш са сином Стефаном издао повељу великом логотету Стефану Ратковићу, записујући му као баштину бројне проније које је држао широм српске државе. Међу другим поседима које је у пронију добио од деспота Ђурђа и Лазара Бранковића, логотет Стефан Ратковић држао је и село Церовац у Некудимској власти.
Данас не постоје остаци овог локалитета.